# Halcyon Lunch
Halcyon Lunch (ハルシオン・ランチ?) è un manga del 2008 scritto e disegnato da Hiroaki Samura.

## Trama
Gen Adashino è un quarantenne che, dopo essere stato truffato e avere perso tutto il suo denaro, è stato costretto a separarsi dalla moglie e dalla figlia e a vivere in una condizione di semi-indigenza. Un giorno, mentre si trova seduto sulla riva di un fiume a pescare, incontra Hyos, una misteriosa aliena che ha preso l'aspetto di una graziosa fanciulla e che ha la capacità di mangiare qualsiasi cosa.

## Manga

### Volumi
| 1 | 12 febbraio 2010 | ISBN 978-4-06-310636-7 | 13 ottobre 2012  | ISBN 978-88-65895269 |
| 1 | Capitoli - 1. Appetizer - 2. Azotobacter - 3. Navigator - 4. Inihibitor - 5. Gatekeeper - S. Appendice                                                    |                        |                  |                      |
| 2 | 7 settembre 2011 | ISBN 978-4-06-310773-9 | 15 dicembre 2012 | ISBN 978-88-63042832 |
| 2 | Capitoli - 6. Dead Ringer - 6.5. Dogmatizer - 6.9. Hashslinger - 7. Lipsnotor - 8. Idoler - 9. Ever Vomiter - Alcyon Days - S. Appendice - S. Postfazione |                        |                  |                      |